# Тисаагтелек
Тисаагтелек (укр. Тисаагтелек, словац. Agovo) — село в Великодобронской сельской общине Ужгородского района Закарпатской области Украины.
Население по переписи 2001 года составляло 684 человека. Почтовый индекс — 89464. Телефонный код — . Занимает площадь 0,005 км².

## История
В 1946 году указом ПВС УССР село Агово переименовано в Тисянку.
В 1995 году селу возвращено историческое название